# Pit et Rik
Pit et Rik est un duo musical et comique composé du Français Michel Saillard (Rik), originaire d'Argenteuil né en 1945, et du Belge Frédéric Bodson (Pit), frère de Philippe Bodson, né le 12 septembre 1948 à Liège (Belgique) et mort le 29 novembre 2018.

## Historique
Le nom du groupe était initialement Pit et Rik van Kergueluff, mais il a été rapidement simplifié.
Anciens animateurs de villages de vacances, ils se produisent dans les cafés-théâtres parisiens : Mama du Marais, théâtre Edgar 1979 notamment en 1980 au théâtre des Blancs-Manteaux le spectacle Les Belges, et jouent 500 fois Il était la Belgique une fois. Ils sont repérés par Stéphane Collaro qui les entend sur Europe 1 dans La vie est belge, alors qu'ils remplacent Coluche pour l'été 1978. 
Ils participent alors à Co-Co Boy, puis Cocoricocoboy, de 1981 à 1993, Michel Saillard devenant également auteur pour ces émissions.
En 1981, ils publient La Cicrane et la Froumi, qui devient un énorme succès avec près de deux millions de disques vendus (deux 33 tours et dix 45 tours).
L'écriture des textes de leurs chansons par Michel Saillard est comparée à celle de Boby Lapointe par le journal Actuel.
Les musiques de Pit et Rik sont composées par Jean-Claude Cosson, Michel Héron — compositeur de Il tape sur des bambous — et Michel Saillard.
Leur notoriété culmine dans les années 1980 : ils passent à l'Olympia, à Bobino, apparaissent dans de nombreuses émissions jeunesse de la télévision et sont également invités-vedettes à L'École des fans et Champs-Élysées.
Fred Bodson est resté comédien jusqu'à sa mort en 2018.
Michel Saillard est devenu professeur de théâtre à Montpellier et à Paris. Dans son théâtre La Cicrane — revendu en 2013 et rebaptisé le Point Comédie de Montpellier —, Michel Saillard a écrit, joué, et fait jouer 51 comédies. Michel Saillard a produit et écrit quatre grands sons-et-lumière en Auvergne à partir de 1995.

## Discographie

### Michel Saillard (Rik) seul

#### 45 tours
- 1976 : Poulidor / L'école de police (disques AZ)

### Pit et Rik

#### 45 tours
- 1981 : La cicrane et la froumi / Le petit praton rouge (Disc' AZ)
- 1981 : Rikiki pouce pouce / Le rat débile et le rat méchant (Disc' AZ)
- 1982 : Les titis au soleil / Les titis au soleil (version instrumentale) (Disc' AZ)
- 1982 : Monsieur Bobard / Ratapoil Ugusse (Disc' AZ)
- 1982 : Robin qui boit / Gargantua (Disc' AZ)
- 1982 : Le Noël de la cicrane / Papynocchio (Disc' AZ)
- 1983 : La cicrane politique /  Le showbizzefess (KUKLOS)
- 1984 : La galère / Le rêveur (Jonathan / Carrère)
- 1984 : Totolitoto / Super Miam (Jonathan / Carrère)

#### 33 tours
- 1976 : 135 Histoires belges  (Disc' AZ)
- 1978 : Il était la Belgique une fois (Disc' AZ)
- 1981 : La cicrane et la froumi
- 1982 : Pit et Rik (Monsieur Bobard)

### Musiques composées par Michel Saillard
- Douchka
  - C'est grand
- Bernard Ménez
  - Mademoiselle Video
  - Ton petit grain de beauté
- Coco-girls
  - Mambo Macho
  - On ne pense qu'à danser
- Génériques des émissions TV
  - Pas folles les Bêtes
  - Mondo Dingo